# 哈丹末哈米卡里
哈丹末哈米卡里，马来西亚吉打州立法议会班茶议员，伊斯兰党籍兼行政议员 。